# Carl Östen Emanuel Bergstrand
Pour les articles homonymes, voir Bergstrand.
Carl Östen Emanuel Bergstrand (1873–1948) était un astronome suédois.
Il était professeur d'astronomie à l'Université d'Uppsala de 1909 à 1938. Ses travaux ont porté sur l'astrométrie, en particulier par la mesure de la parallaxe des étoiles. Il a  observé l'orbite des lunes d'Uranus pour calculer la période de rotation et son aplatissement à partir de son équateur. Il a également étudié la couronne solaire à partir de photographies scientifiques de l'éclipse solaire de 1914. Il était le père d'Erik Bergstrand, inventeur du Geodimeter.
Un cratère lunaire porte aujourd'hui son nom.

## Publications
- Astronomi (1925), pour le grand public